# 陳立農
陳 立農（チェン・リーノン、英: Chen Linong、2000年10月3日 - ）は、台湾の歌手、俳優。中国の男性アイドルグループNINE PERCENTの元メンバー。

## 来歴
2018年にiQIYIのオーディション番組『偶像練習生』に参加し、最終順位2位となり、NINE PERCENTのメンバーとしてデビュー。2019年にNINE PERCENTの活動を終え、現在はソロで歌手活動や俳優活動を行っている。

## 出演

### 映画
- 赤狐書生（2020年）

### バラエティ
- 偶像練習生
- 快楽大本営
- 奔跑吧